# Ingrid Schmidt (juriste)
Pour les articles homonymes, voir Ingrid Schmidt et Schmidt.
Ingrid Schmidt, née le 25 décembre 1955 à Bürstadt, est une juriste allemande, présidente du tribunal fédéral du travail depuis le 1er mars 2005.

## Source de la traduction
- (de) Cet article est partiellement ou en totalité issu de l’article de Wikipédia en allemand intitulé « Ingrid Schmidt » (voir la liste des auteurs).